# Ларина, Анна Михайловна
Анна Михайловна Ларина (1914—1996) — вдова Николая Ивановича Бухарина, автор известных воспоминаний «Незабываемое».

## Биография
Родилась 27 января 1914 года.
Родители умерли до 1919 года, воспитывалась в семье деда Григория Винокурова (отца матери) в Белоруссии в г. Горы-Горки. Приёмные родители: Елена Григорьевна (родная сестра матери) и Михаил Александрович (Юрий Михайлович) Ларин.
В 1918 году переехала в Москву в семью Лариных. Воспитывалась в среде профессиональных революционеров. Вспоминала: «С детства отец воспитывал меня на стихах Некрасова, любимого поэта многих революционеров».
Училась на рабфаке Планово-экономического института.
В 1934 году Анна Михайловна в возрасте 20 лет вышла замуж за 46-летнего Н. И. Бухарина. В 1935 году они совершили совместное путешествие на Алтай. Также ездили в Сибирь в связи с дипломной работой Лариной: «Технико-экономическое обоснование Кузнецкого металлургического комбината». Посетили Новосибирск, Ленинск, Прокопьевск, Чемал.
8 мая 1936 года в семье родился сын Юрий.
27 февраля 1937 года Н. И. Бухарин был арестован, и Анна Ларина была отправлена в ссылку в Астрахань. Сын был передан на воспитание в семью тёти А. М. Лариной со стороны матери — Иде Григорьевне Гусман и Борису Израилевичу Гусману, после усыновления воспитывался под именем Юрий Борисович Гусман.
20 сентября 1937 года была арестована и Анна Михайловна — приговор 8 лет ИТЛ. На этапе в лагерь у неё произошла встреча с вдовами Тухачевского и Якира. В мае 1938 года она прибыла в Новосибирск, находилась в Сиблаге НКВД. В сентябре 1938 года была переведена в г. Мариинск, затем — в сельскохозяйственный лагерь «Антибес» Мариинского района.
C 1938 по декабрь 1941 — находилась в Лубянской тюрьме в Москве. В начале 1942 года была переведена в Бутырскую тюрьму перед отправкой в лагерь.

Анна Ларина в старости

С 1942 по 1946 годы находилась в Яйском лагере и каторжном лагере в Искитиме. Затем последовала административная ссылка в Новосибирскую область, где Ларина познакомилась с Фёдором Дмитриевичем Фадеевым. Создала новую семью, в которой родились дети — Надежда и Михаил.
Летом 1956 года Ларина находилась в посёлке Тисуль Кемеровской области — это было её последнее место ссылки.
В марте 1961 года обратилась с заявлением в Президиум ЦК КПСС, в котором рассказала о Н. И. Бухарине и его предсмертном письме-обращении к "Будущему поколению руководителей партии".
В 1988 году в журнале «Знамя» были опубликованы воспоминания Анны Михайловны, которые вскоре были изданы книгой под названием «Незабываемое». Книга А. М. Лариной переведена и переиздана в нескольких странах.
В 1988—1993 годах Анна Михайловна выступала с лекциями о Н. И. Бухарине, боролась за его реабилитацию, являлась сопредседателем Фонда им. Н. И. Бухарина.
Умерла 26 февраля 1996 года в Москве. Похоронена на Троекуровском кладбище.

## Видео
- Анна Михайловна Ларина-Бухарина (1914—1996). Большое интервью, 1990 год.